# 国民生活センター
独立行政法人国民生活センター（こくみんせいかつセンター、英: National Consumer Affairs Center of Japan）は、独立行政法人国民生活センター法に基づき設置された日本の独立行政法人。
国民生活の安定及び向上に寄与するため、総合的見地から国民生活に関する情報の提供及び調査研究を行うとともに、重要消費者紛争について法による解決のための手続を実施することを目的とする。
所管官庁は消費者庁。理事長は山田昭典（2020年現在）。

## 概要

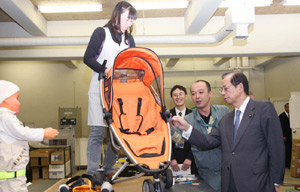
2007年（平成19年）10月26日、国民生活センターを視察する内閣総理大臣福田康夫（手前右）

### 歴史
1970年（昭和45年）10月1日、森永砒素ミルク中毒事件やサリドマイド問題の発生を契機に特殊法人として設立。
1972年（昭和47年）からは消費者からの苦情を処理するために特定メーカーの品質、機能などのチェックを開始。1976年（昭和51年）からは商品テストセンターを新設した。
2003年（平成15年）10月1日に「独立行政法人国民生活センター法」に基づき、独立行政法人化された。
さらに、2009年（平成21年）4月1日からは、「重要消費者紛争」を対象に、国民生活センターADR（裁判外紛争解決手続）の制度が始まった。しかし、年間の受理件数は多い年でも200件程度と少ない上、相手方である事業者が、そもそも手続に応じないケースも現れている。
内閣府は、現行法では悪徳業者を呼び出せないので、将来的には法律改正して、事業者を呼び出す権限を付与する方針を固めた。

### 根拠法令等
独立行政法人国民生活センター法第3条で、次のような目的が規定されている。
独立行政法人国民生活センターは、国民生活の安定及び向上に寄与するため、総合的見地から、国民生活に関する情報の提供及び調査研究を行うことを目的とする。 
具体的な業務としては一般消費者からの直接・間接（地方自治体の消費生活センターを通じて）消費生活に関する相談の受付、危害情報の収集、蓄積、これに基づいた情報提供、市販商品テストや結果に基づいた企業への改善などの要請などを行っている。全国の消費生活センター、協力病院から収集した事故情報を基に作成したリーフレット「くらしの危険」を発行している。

## 社会とのかかわり

### 組織縮小計画
2007年（平成19年）、当時の内閣総理大臣安倍晋三により内閣府に「国民生活センターの在り方等に関する検討会」が設置され、学習院大学大学院法務研究科教授の野村豊弘が座長に就任した。同検討会では、国民生活センターの今後のあり方が検討された。その結果、国民からの直接相談受付の廃止、商品テストの外部機関委託化、テスト用施設・設備・測定機器の更新取り止め、といった大幅な機能縮小が提言された。これを受け、安倍は国民生活センターの大幅な機能縮小を目指したが、世論の理解を得られず、第21回参議院議員通常選挙での敗北やその後の内閣総辞職により実現は免れた。

### 機能強化構想

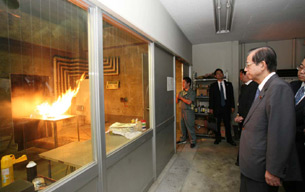
2007年（平成19年）10月26日、国民生活センターを視察する内閣総理大臣福田康夫（手前）

安倍の後任として内閣総理大臣に就任した福田康夫は、一転して「消費者目線」を政権公約として掲げ、消費者保護政策の重視を打ち出した。2007年（平成19年）10月26日に国民生活センターを訪れ
、福田は「国民生活センターは大事な組織です。きちんとその仕事が出来る体制があれば独立行政法人でいいと思います。民間ではちょっと無理でしょう」と指摘した。なお、現職の内閣総理大臣が国民生活センターを訪れるのは、福田康夫が史上初めてである。

### 業界からの圧力
国民生活センターでは、悪徳商法から国民を守るため情報提供や注意喚起に努めているが、当該業界側から圧力を受けることがある。

### マルチ商法からの圧力
国民生活センターでは、マルチ商法による被害を防ぐため、パンフレットを作成、配布している。しかし、そのパンフレットの中に「ネットワークビジネスと語って友達を勧誘し、会員にすることでマージンを得るというマルチ商法が広がっている」との記述があったため、衆議院議員・前田雄吉が問題視し国会審議で抗議する事態となった。
2007年（平成19年）2月28日の衆議院予算委員会第七分科会にて、前田はパンフレットの記述に対し「マルチレベルマーケティング、ネットワークビジネスが、すべて、全否定だ」と指摘したうえで、「海外の方が見たら笑いますよ」「これはひどいじゃありませんか」と抗議した。さらに、国民生活センター理事の田口義明に対し「恥ずかしい話だ。ぜひ、これはもう回収すべきですよ」などと要求した。ただ、2008年（平成20年）5月26日の参議院決算委員会では、参議院議員・大門実紀史が前田の質問について「ちょっと目に余る」と名指しで指摘し、「消費者保護のために頑張っている国民生活センターへの、これはもう政治的圧力だ」と主張した。その後、前田はマルチ商法業者からの政治献金を受けていたことが発覚した。

## 消費生活専門相談員
消費生活専門相談員資格制度は、国民生活センターが実施している内閣総理大臣認定の国家資格である。
第23回消費者保護会議（議長・内閣総理大臣、1990年（平成2年）12月開催）において、「国民生活センター及び各地の消費生活センターで消費者相談に携わる相談員の能力、資質の向上等を図るため、相談業務に関わる公的資格制度を創設する」ことが決議され、1991年度から実施している。資格者により全国消費生活相談員協会という全国組織も結成されている。
一般に、企業と消費者では、企業の立場が高く悪徳業者に騙され泣き寝入りするケースが多い。そこで、弱者である消費者の立場に立ち相談を受ける消費生活相談員が必要とされ、全国の地方公共団体設置の消費生活センターで、消費者相談員が消費生活に関わることについて消費者からの相談を受けている。